# Kafr Safra
Kafr Safra (tiếng Ả Rập: كفر صفرة, cũng đánh vần là Kafar Safra) là một ngôi làng ở miền bắc Syria, một phần hành chính của quận Afrin của Tỉnh Aleppo, nằm ở phía tây bắc Aleppo. Các địa phương gần đó bao gồm Sheikh al-Hadid ở phía bắc, Qarah Bash ở phía đông và Jindires ở phía nam. Theo Cục Thống kê Trung ương Syria (CBS), Kafr Safra có dân số 2.150 trong cuộc điều tra dân số năm 2004. Kafr Safra đã nằm dưới sự kiểm soát của YPG kể từ tháng 8 năm 2012. Thị trấn cuối cùng đã nằm dưới sự kiểm soát của Quân đội Syria Tự do do Thổ Nhĩ Kỳ hậu thuẫn vào ngày 9 tháng 3 năm 2018.